# Parafia Przemienienia Pańskiego w Atyrau
Rzymskokatolicka parafia Przemienienia Pańskiego w Atyrau – rzymskokatolicka parafia w Atyrau (obwód atyrauski) w Kazachstanie. Wchodząca w skład Administratury Apostolskiej Atyrau. Siedziba Administratora Apostolskiego Atyrau.

## Historia
7 lipca 1999 dekretem Kongregacji Ewangelizacji Narodów powołana została do życia Administratura apostolska Atyrau, zaś Administratorem Apostolskim mianowany został ks. Janusz Kaleta. W tym czasie na terenie Zachodniego Kazachstanu funkcjonowała tylko jedna parafia - w Aktjubińsku. 28 października 1999 do Atyrau przyjechał ks. Janusz Kaleta. Pierwsze Msze święte sprawowane były w hotelu Chagala lub w prywatnych mieszkaniach.  

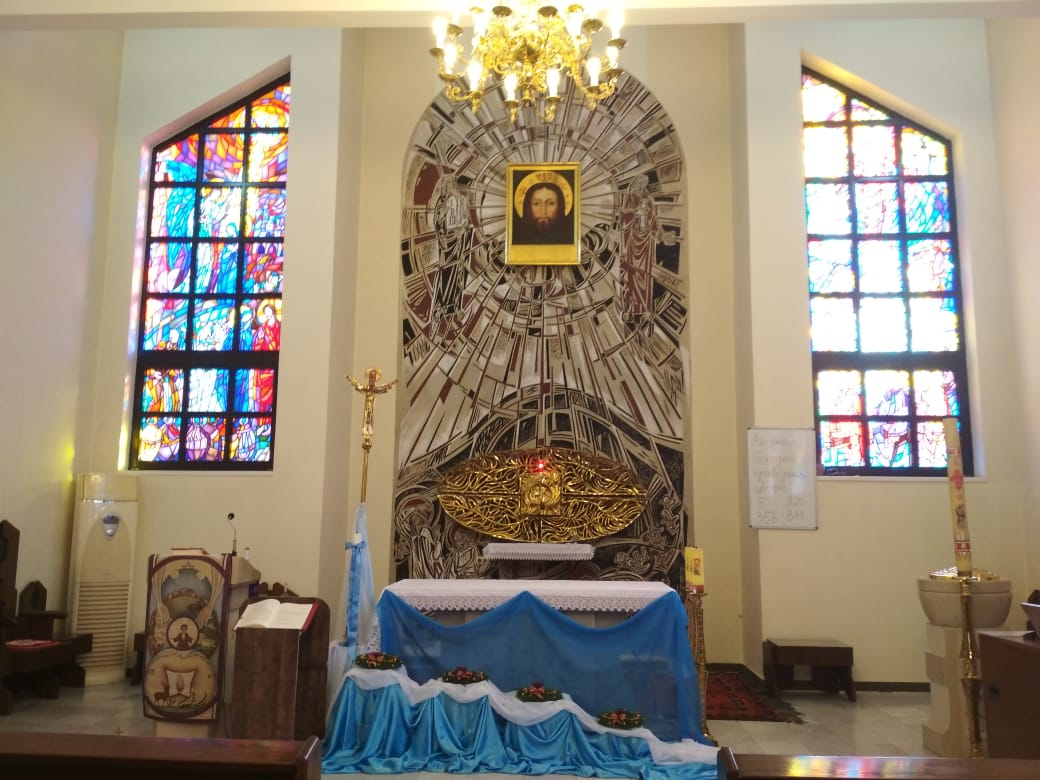
Kościół Przemienia Pańskiego (widok prezbiterium)

W kwietniu 2001 rozpoczęła się budowa kościoła i centrum duszpasterskiego, zaś w maju 2004 budowa domu siostry ze Zgromadzenia Sióstr Ubogiego Dzieciątka Jezus, które w 2002 rozpoczęły swoją pracę w Atyrau. Świątynia została konsekrowana 4 sierpnia 2002. Dom sióstr i duszpasterskie centrum zostały otwarte w 2005.  
Parafię erygowano 6 sierpnia 2003.  
W 2006 roku ks. Janusz Kaleta został konsekrowany na biskupa, a swoje prymicje biskupie odprawił w Atyrau 3 grudnia 2006. 
Wśród parafian są ludzie pochodzenia niemieckiego, rosyjskiego, polskiego, koreańskiego i kazachskiego, którzy mówią po rosyjsku. Prowadzą również duszpasterstwo dla obcokrajowców pracujących w tym regionie. Odprawiana jest Msza Święta w języku angielskim i włoskim. 
W parafii jest chór, który także uczestniczy w życiu kulturalnym miasta. 
W centrum duszpasterskim są kursy języka angielskiego, niemieckiego, włoskiego, kursy rysunku, rękodzieła i gry na instrumentach muzycznych oraz lekcje tańca. Zespół teatralny wykonuje różne sceny i występy przez cały rok.
W parafii posługiwało wielu kapłanów. W ostatnim czasie byli to m.in. ks. Marián Tomašov – kanclerz i ekonom od 1 czerwca 2019 do 31 lipca 2021, a wcześniej tutejszy proboszcz oraz ks. Piotr Dydo-Rożniecki - wikariusz od 1 października 2019 do 6 stycznia 2021. Posługiwał tu także ks. Dariusz Buras – wikariusz generalny Administratury od 7 stycznia 2021, a Administrator apostolski Atyrau od 16 maja 2015 do 8 grudnia 2020, od 19 marca 2021 do opuszczenia Kazachstanu był proboszczem w Aksaj. Ks. Lacapag Ronald Lamban był wikariuszem od 6 sierpnia 2021 do 17 kwietnia 2022, a od jesieni 2018 był klerykiem posługującym w parafii. 7 lipca 2022 do Atyrau przybył ze Słowacji – ks. Štefan Belko, który podjął posługę w tutejszej parafii najpierw jako wikariusz, a od 26 czerwca 2024 jako parafialny administrator. Ks. Peter Nákačka był proboszczem od 1 czerwca 2019, a wcześniej od 15 października 2018 wikariuszem. Zakończył pracę w Kazachstanie 26 czerwca 2024 i następnie powrócił do Słowacji.

## Duchowieństwo

### Parafia
- Ks. Štefan Belko –  parafialny administrator od 26 czerwca 2024, a wcześniej wikariusz od 7 lipca 2022 tutejszy wikariusz

### Administratura
- Ks. Peter Sakmár – Administrator apostolski Atyrau od 8 grudnia 2020[4]
- Ks. Štefan Belko – kanclerz od 2 października 2023

## Wspólnoty zakonne
Od 22 sierpnia 2008 na terenie parafii swój dom mają siostry Elżbietanki, które zajmują się m.in. zakrystią i prowadzeniem świetlicy dla dzieci. Obecnie w parafii pracują dwie siostry:
- s. M. Dominika Solarewicz CSSE – przełożona wspólnoty;
- s. M. Zyta Guz CSSE.

## Wolontariusze
Od 2007, przez kilka lat, w parafii pracowali tu wolontariusze misyjni z Ruchu Światło Życie.  Na początku zgłosiły się dwie animatorki diecezji warszawsko-praskiej – Katarzyna i Natalia, które wyjechały jesienią 2007 na roczny wolontariat misyjny. Dziewczyny rozpoczęły spotkania młodzieży w duchu oazowym. Po nich jeszcze przez kilka lat przyjeżdżali animatorzy z kilku diecezji. Zajmowali się m.in. nauczaniem języka angielskiego.
Od 19 października 2018 w parafii pracuje wolontariuszka ze Słowacji – Eva Krajčovičová, która jest odpowiedzialna za Caritas w administraturze. Ponadto od 13 września 2021 do 18 sierpnia 2023 posługiwała, przybyła z Polski świecka misjonarka Oktawia Galbierska.